# Подєлє
Подєлє (словен. Podjelje) — поселення в общині Бохінь, Горенський регіон, Словенія. Висота над рівнем моря: 1029 м.